# Satsuki Yoshino
Satsuki Yoshino (japanisch ヨシノ サツキ Yoshino Satsuki, * 25. Mai 1985 in Gotō, Nagasaki) ist eine japanische Mangaka und Illustratorin. Ihr erfolgreichstes Werk Barakamon wurde auch ins Deutsche übersetzt.

## Werdegang und Werk
Ihre Karriere begann Yoshino mit der Serie Seiken Densetsu - Princess of Mana, einem Manga zur Spieleserie Seiken Densetsu. Die Geschichte erzählt von Ferrick, 300 Jahre nach dem Spiel Children of Mana. 2009 startete dann Yoshinos bisher längste Serie: Barakamon lief bis 2023 und erreichte 19 Bände. Die Geschichte über einen jungen Kalligrafie-Künstler, der sich auf eine abgelegene Insel zurückzieht, wurde 2014 als Anime-Fernsehserie umgesetzt und erscheint seit 2019 bei Altraverse auch auf Deutsch. Als Ableger erschien erst 2010 der Kurzgeschichtenband Mishikaka! und ab 2013 Handa-kun, das von der Oberschulzeit des Protagonisten aus Barakamon erzählt. Auch dieser Manga wurde als Fernsehserie umgesetzt. Außerdem kam noch 2014 online eine Miniserie zu Barakamon heraus. Nach Handa-kun erschienen zwei kürzere Serien. Darüber hinaus beteiligte sich Yoshino an diversen Anthologien. Alle ihre Mangas richten sich an männliche Jugendliche (Shōnen), meist handelt es sich um im Alltag angesiedelte Komödien.

## Bibliografie (Auswahl)
- Seiken Densetsu - Princess of Mana (聖剣伝説 PRINCESS of MANA, 2006–2010, 5 Bände)
- Barakamon (ばらかもん, 2009–2023, 19 Bände)
- Mishikaka! (みしかか!, 2010, 1 Band, Kurzgeschichtensammlung)
- Handa-kun (はんだくん, 2013–2016, 6 Bände)
- Yoshi no Zuikara (ヨシノズイカラ, 2018–2020, 3 Bände)
- Eighteen (エイティーン, 2020–2022, 3 Bände)